# Свято-Троицкая церковь (Билимбай)
Свято-Троицкая церковь — православная церковь Екатеринбургской епархии Русской православной церкви, расположенная в посёлке Билимбае городского округа Первоуральск Свердловской области.

## История
Первая деревянная церковь в посёлке Билимбаевского завода была заложена в 1738 году по благословенной грамоте Тобольского и Сибирского митрополита Антония 1-го. Церковь была освящена во имя Богоявления Господня в 1742 году по благословению Тобольского же митрополита Арсения. В 1754 году церковь была расширена, и в 1754 году был освящён придел во имя образа Пресвятой Богородицы явления Казанской. В 1774 году церковь со всеми иконами, книгами и церковной утварью, вскоре после удаления из Билимбая пугачёвских шаек, сгорела. Уцелела только колокольня, находившаяся вдали от церкви. В 1775 году церковь была вновь заложена и в 1780 году освящена новая деревянная церковь во имя Богоявления же Господня, с пристроенным к ней в 1792—1793 годах приделом во имя святого благоверного князя Александра Невского. Но и этот храм в 1796 году сгорел. Вместо него в 1801—1803 годах была построена, во имя названного святого, деревянная церковь на кладбище, служившая до 1843 года, когда, по ветхости, она была разобрана, а иконостас её перенесён в построенную там же и во имя того же святого, на счёт заводовладельцев, каменную часовню.
Каменная трёхпрестольная церковь была построена на средства заводовладельцев, по благословенной грамоте Пермского епископа Иустина от 23 октября 1818 года. Заложение всех трёх приделов совершено в 1820 году протоиереем Карпинским: главного — во имя святой Троицы, южного — во имя Богоявления Господня и северного — во имя Казанской иконы Божией Матери. Хотя постройка производилась под наблюдением «знающего архитектуру» заводского служителя, но, вероятно, вследствие спешности постройки, каменный купол в 1823 году обрушился и работы заводоуправлением были прекращены и возобновились только в 1835 году. Был отстроен южный придел и 17 сентября 1837 года освящён Екатеринбургским епископом Евлампием. 5 ноября 1839 года тем же преосвященным был освящён Екатеринбургским епископом Ионою 25 сентября 1855 года. Так как приделы храма строились в разное время и разными лицами, то иконостасы в них устроены различно. Как утварью, так и ризницей церковь снабжена достаточно.
Из достопримечательностей можно указать на две местные иконы — Спасителя и Божией Матери, находящиеся в иконостасе Троицкого храма. Иконы эти, писанные на полотне по золотому фону учеником знаменитого Брюлова художником Поповым, уроженцем Билимбаевским, в 1850-х годах были куплены владельцем завода С. Г. Строгановым за весьма большую сумму — более 10 000 рублей и пожертвованы в Билимбаевскую церковь. До 1873 года колокола висели на деревянной звоннице, находившейся около церкви. В 1873 году началась постройка на средства прихожан трёхъярусной каменной колокольни и окончилась в 1879 году. Каменная ограда вокруг церкви сооружена на средства приходского попечительства в 1885 году. При церкви до 1917 года имелись три деревянных дома для священников.

## Описание
Вот как описывает Билимбаевскую церковь писательница Агния Кузнецова в повести «Под бурями судьбы жестокой» (её прадед Пётр Кузнецов, крепостной Строгановых, служил на Билимбаевском заводе):
«…Каменная церковь Билимбая была гордостью прихожан. Она украшала городок, придавала ему особое степенство. Внутри церкви изгибы купола, крашенные в голубой цвет, изображали небо, отороченное кое-где пушистыми белыми облаками. На одном из них был нарисован золочённый трон, а на троне восседал Бог — создатель мира. А вокруг как бы парили ангелы. Стены церкви были разрисованы библейскими сюжетами. Висели и иконы Строгановских умельцев — крепостных. На двери в алтарь — мудрёная резьба по дереву».

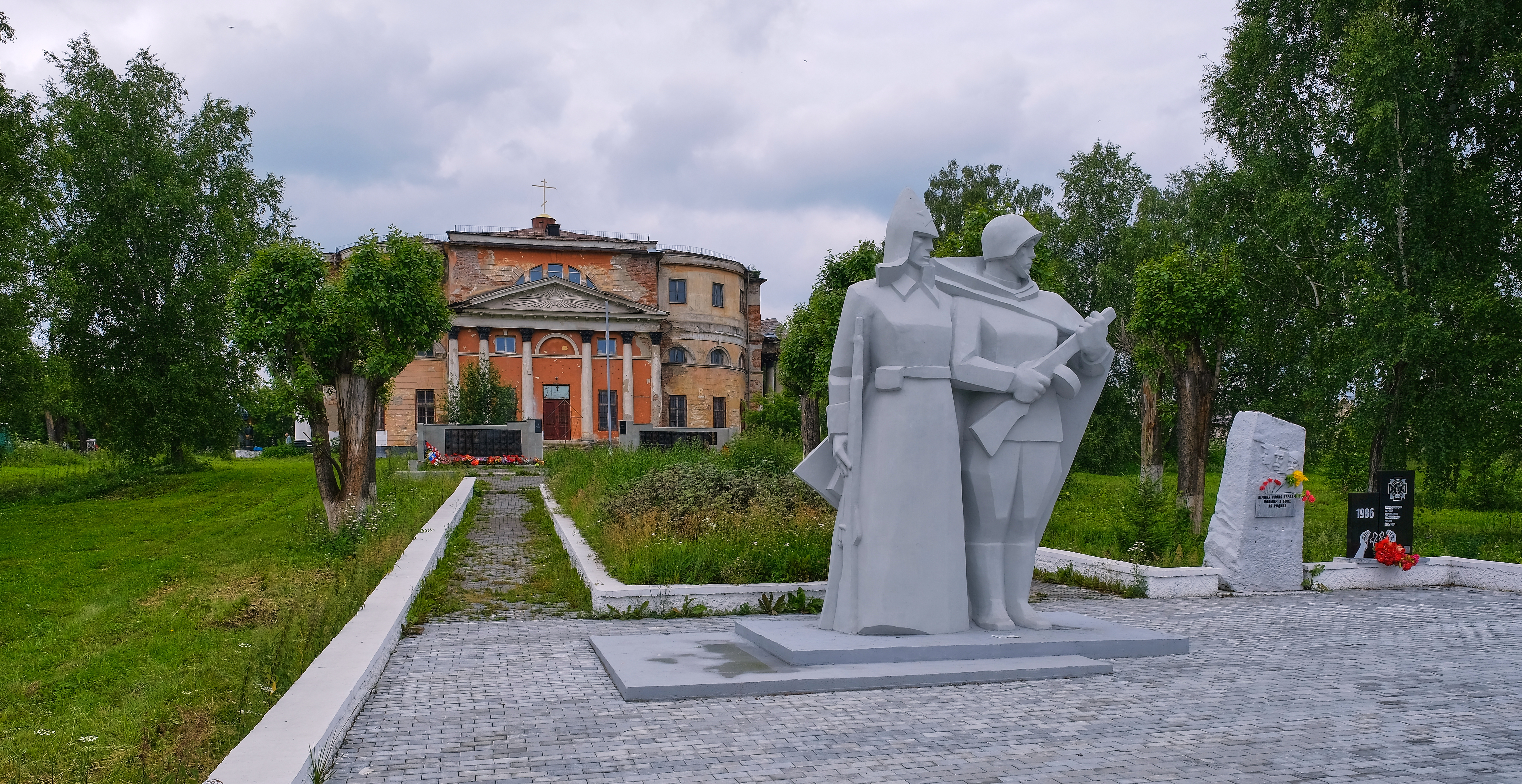
Воинский мемориал на фоне церкви
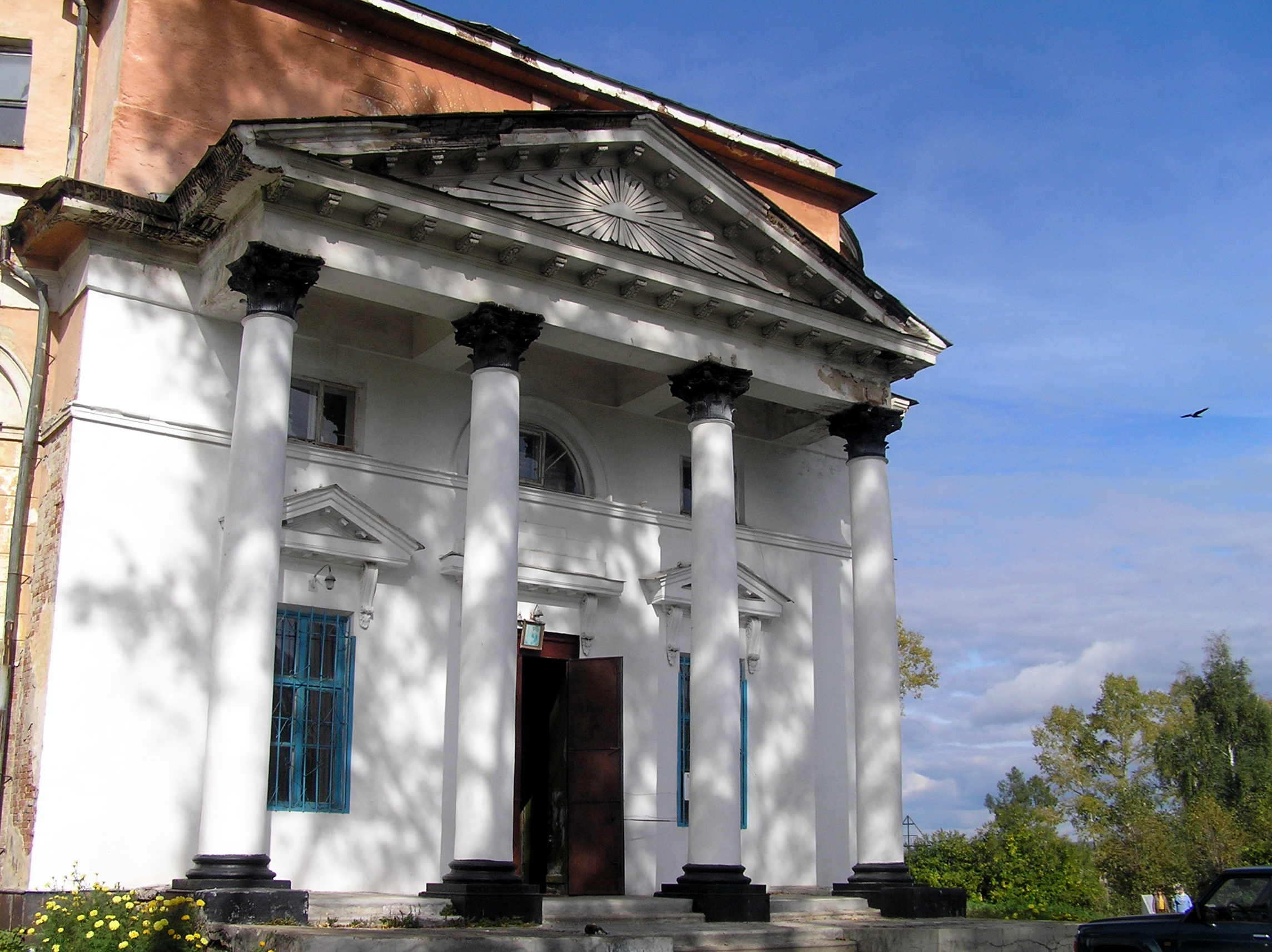
Портик южного фасада
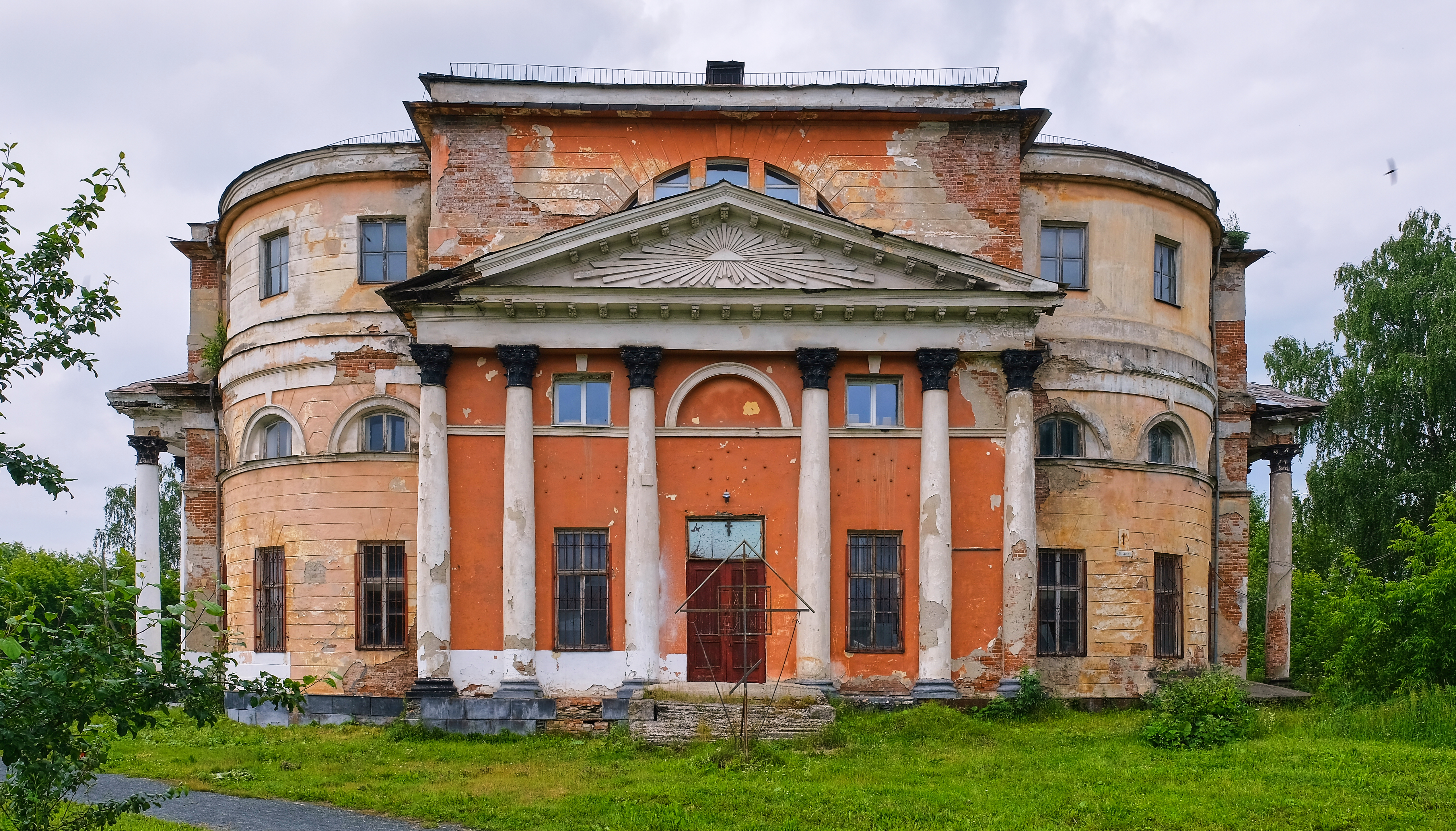
Восточный фасад
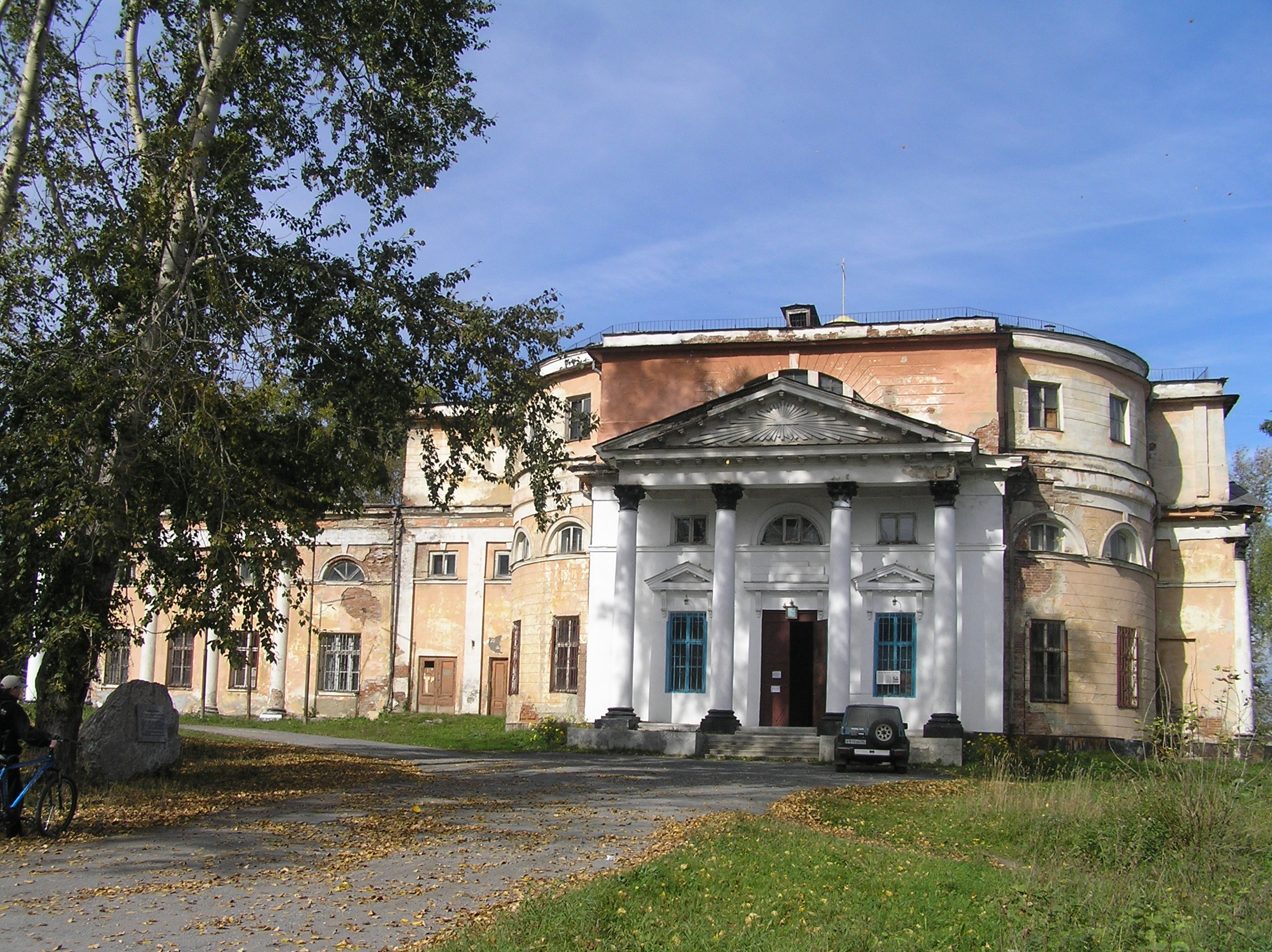
Южный фасад
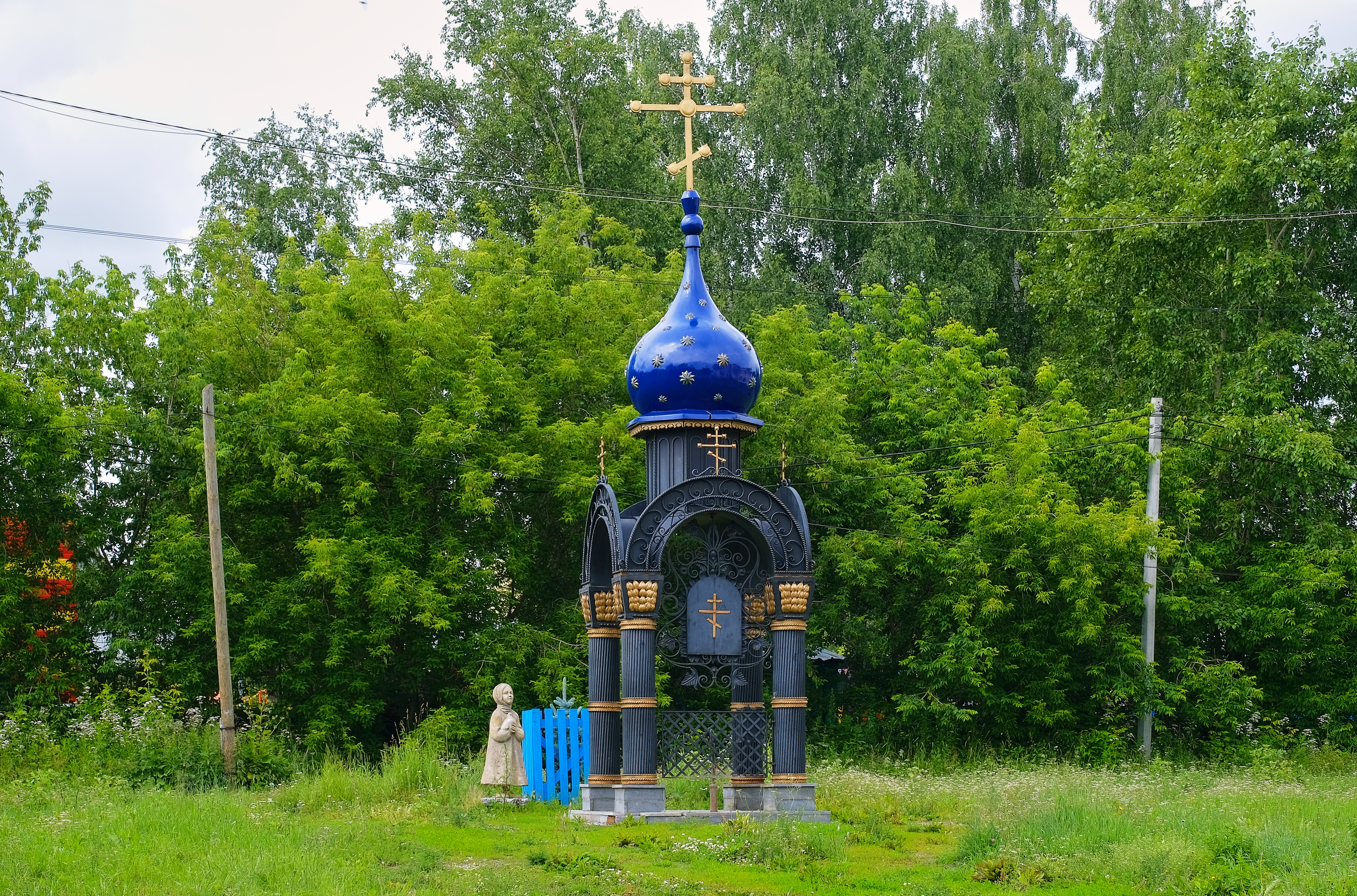
Источник, освящённый в честь Казанской иконы Божьей Матери, на территории церкви